# Іван Хреститель (Мікеланджело)

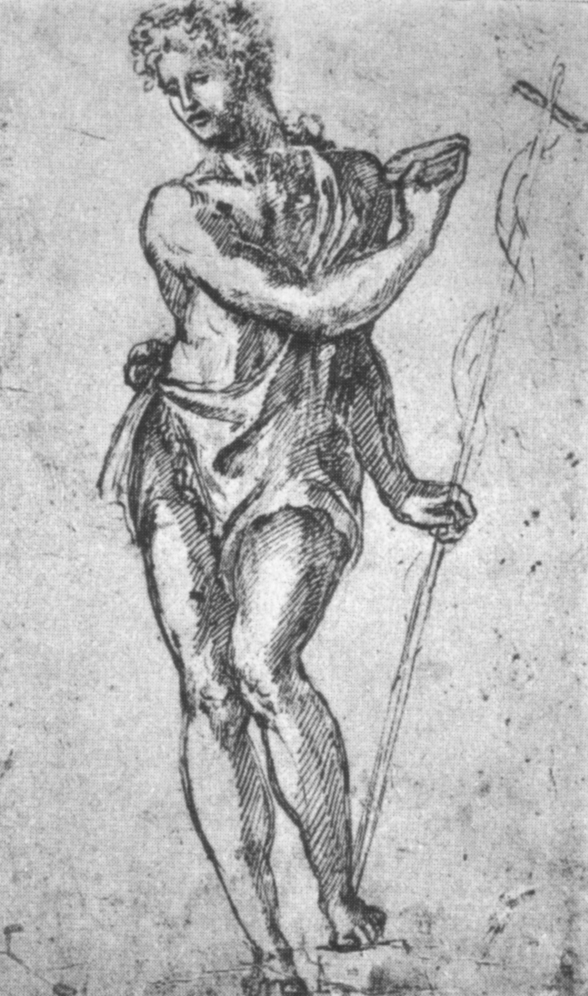
Баччо Бандінеллі. Молодий Іван Хреститель (за Мікеланджело)

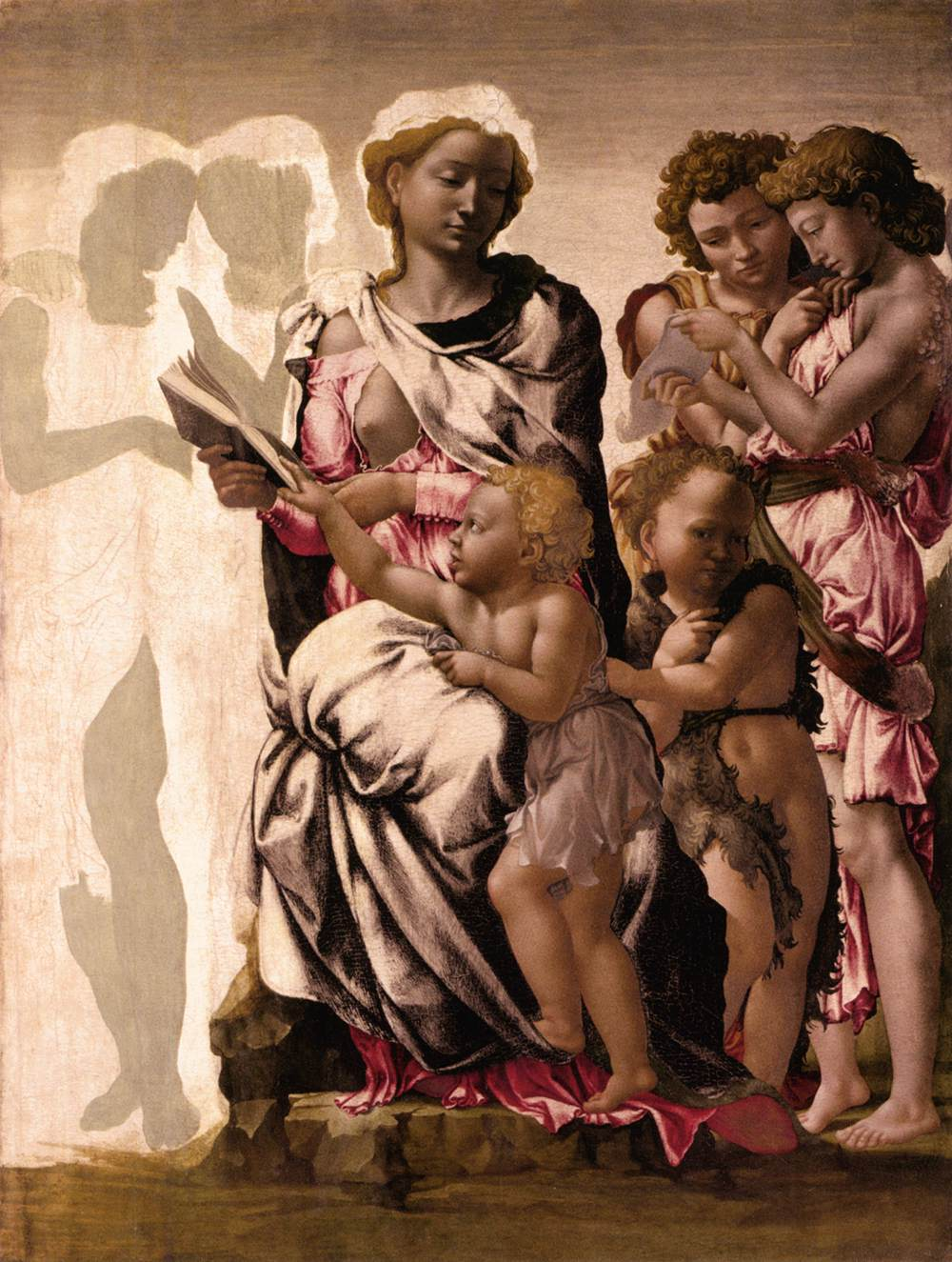
Мікеланджело. Манчестерська Мадонна

«Іва́н Хрести́тель» (італ. San Giovannino; також — «Молоди́й Іва́н Хрести́тель», «Святий Іоа́нн») — втрачена мармурова статуя Івана Хрестителя, створена італійським скульптором і художником Мікеланджело Буонарроті близько 1495 —1496 рр.

## Історія
Вазарі згадує, що Мікеланджело зробив статуї Молодого Івана Хрестителя та Амура, що спить на замовлення Лоренцо ді П'єрфранческо де Медичі[а], двоюрідного брата Лоренцо Пишного. Замовлення відповідало небажанню Лоренцо суперечити Савонаролі та його оточенню.
Статуя вважається втраченою після вигнання родини Медичі із Флоренції. Дослідникам не раз висловлювалися припущення, про ототожнення її з іншими роботами, одна із яких — Молодий Іван Хреститель (Барджелло, Флоренція). З 17 століття ця статуя приписується Донателло, хоча Леопольдо Чіконьяра (італ. Leopoldo Cicognara) припускав, що робота могла бути створена пізніше. Ганс Кауфман (нім. Hans Kauffmann) вважав автором цієї статуї когось із оточення Франческо да Санґалло.

## Опис
Достовірного і точного опису фігури немає. Поза Хрестителя могла нагадувати юного Хрестителя із картини Мікеланджело Манчестерська Мадонна (бл. 1497). Схоже рішення було використане і у статуї Мадонна Брюгге.

## Образ у мистецтві
У біографічному романі К. Шульца «Камінь і біль» про статую написано так:
|  | (…) не язичницька, (…) щось істинно святе. (…) у вигляді голого привабливого юнака, повного еллінської молодости й блиску, з вакхічно-побожним виразом обличчя. (…) чудового, голого юнака, вродливого як Паріс, (…) такого святого Іоаннчика! |

Також статуя згадується у романі Ірвінґа Стоуна «Муки і радості» (1961).

## Для подальшого читання
- Maffei, Fernanda de'. Michelangelo's Lost St. John. The Story of a Discovery. — New York : Reynal & Co, 1964. — 40 с.